# Maat Mons

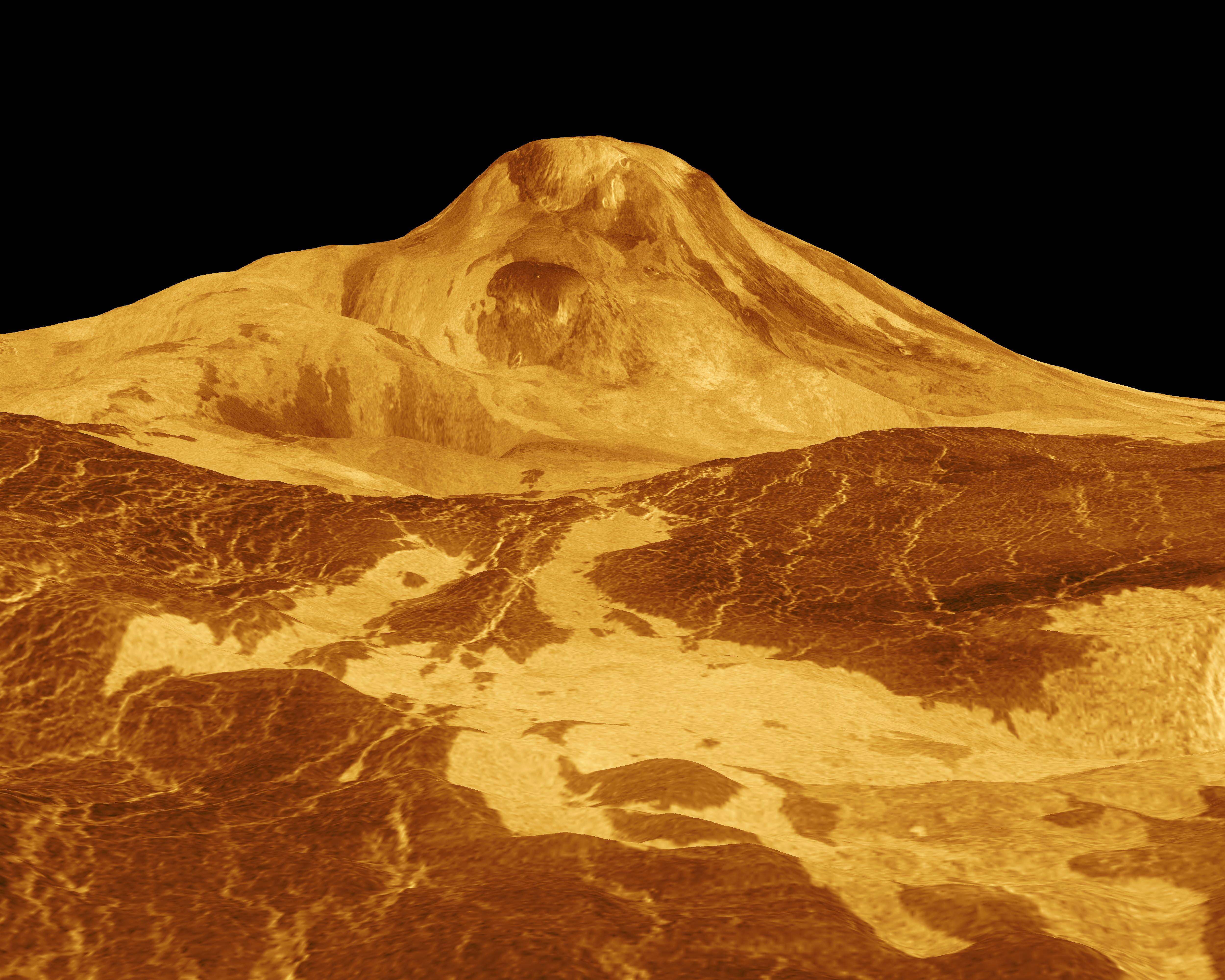
Maat Mons visas här i ett 3D perspektiv med hjälp av data från Magellan.

Maat Mons är den högsta vulkanen på Venus. Vulkanen är 8 km hög om man mäter från planetens radie och man hittar vulkanen 0.9° N 194.5°Ö. Maat Mons är döpt den egyptiska gudinnan för sanning och rättvisa, Maàt.

## Struktur
Maat Mons har en stor caldera vid toppen, 28×31 km stor. I denna stora caldera är det minst fem mindre kratrar, upp till 10 km i diameter. En kedja av små kratrar, 3-5 km i diameter, täcker ett utrymme på 40 km vid den sydvästra flanken. Högupplösta bilder från Magellan visar att det inte finns något lavaflöde i dessa kratrar.

## Aktivitet
Radarmätningar från Magellan visar att Maat Mons har varit aktiv nyligen, i from av små askfloder från toppen och på den norra flanken.
När geologer undersökte atmosfäriska data från Pioneer Venus på 1980-talet så fann man variation av svaveldioxid och metan i mitten och den översta delen av atmosfären. En möjlig förklaring hur dessa gaser kom upp dit är vulkanutbrott, till exempel av Maat Mons.